# Hatlerdorf
Das Hatlerdorf ist der 2. Stadtbezirk der österreichischen Stadt Dornbirn im Bundesland Vorarlberg. Es ist der bevölkerungsmäßig zweitgrößte Bezirk Dornbirns mit 11.161 Einwohnern (Stand 2012) und befindet sich geografisch im südlichen Teil des Dornbirner Kernsiedlungsgebiets. Die Bewohner des Hatlerdorfs werden als Hatler bezeichnet.

## Geografie
Das Hatlerdorf erstreckt sich von den Begrenzungen der Dornbirner Ach im Nordosten und dem Fuß des Karrens im Südosten gegen die Rheintalebene, stößt im Ried westlich an das Gemeindegebiet der Marktgemeinde Lustenau und im Süden an den Hohenemser Ortsteil Unterklien an.
Von den Stadtbezirken Markt und Oberdorf trennt das Hatlerdorf der Flusslauf der Dornbirner Ach im Nordosten des Bezirks. Bis zur Bezirksreform vom 18. Jänner 1994 gehörte das gesamte Dornbirner Siedlungsgebiet südlich der Dornbirner Ach zum Bezirk Hatlerdorf. Im Zuge der Reform wurde aus diesem Gebiet der heute eigenständige Bezirk Schoren herausgetrennt, der nun direkt an der Dornbirner Ach gelegen einen Streifen nordwestlich des Bezirks ausmacht. Die Bezirksgrenze verläuft hierbei an der Dornbirner Ach beginnend über die Straßenzüge Egeten – Bäumlegasse – Erlgrund durch dicht bebautes Wohngebiet.

### Ortsteile
Historisch setzt sich das Gebiet des heutigen Bezirks Hatlerdorf aus mehreren Ortskernen mit vorwiegend bäuerlicher Besiedlung zusammen. Auch heute noch sind diese alten Ortskerne teilweise erhalten und geben dem Bezirk eine – wenngleich mittlerweile erheblich miteinander verschmolzene – Untergliederung.
Das alte Hatlerdorf

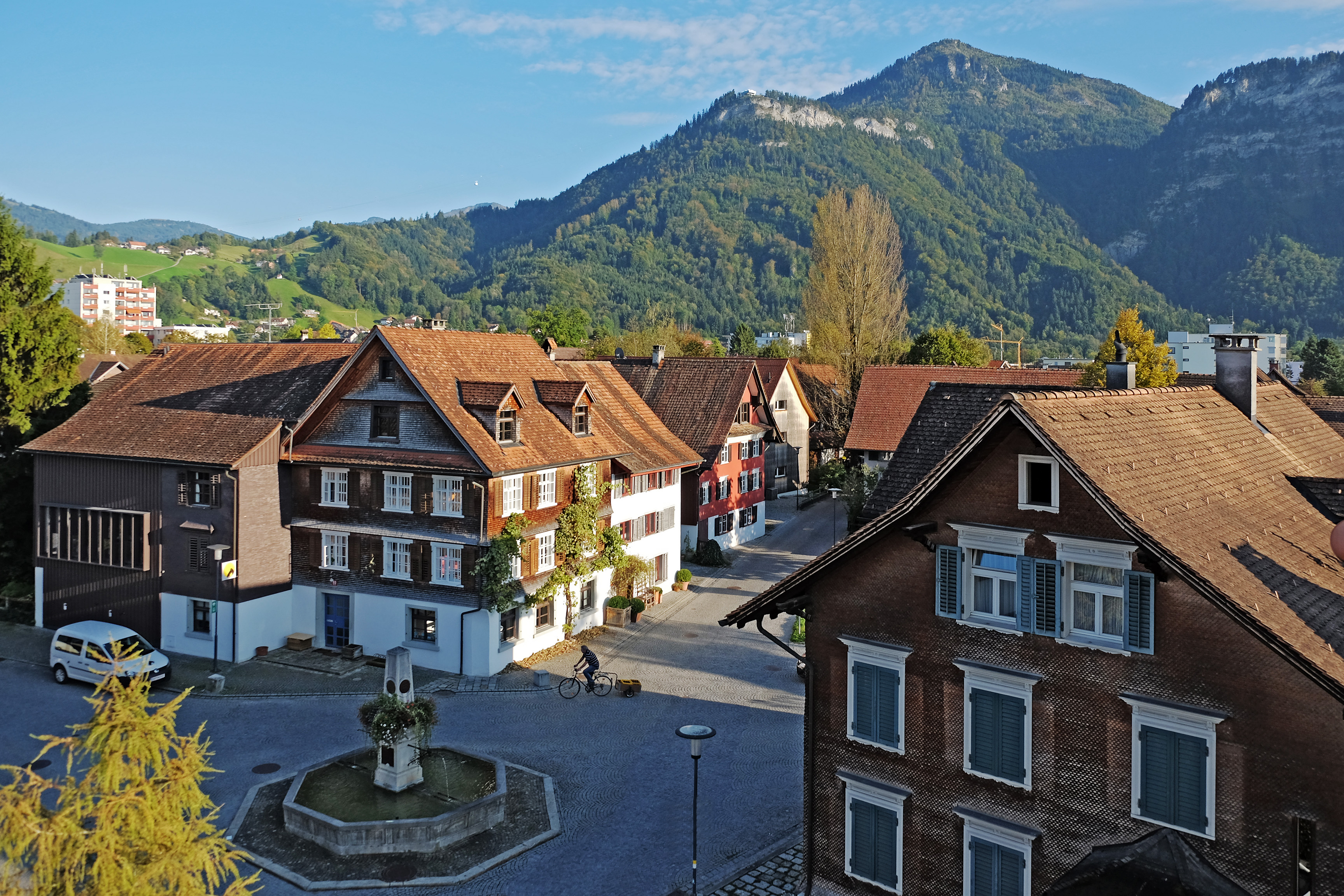
Das historische Zentrum des Hatlerdorfs mit dem Hatler Brunnen

Das ursprüngliche Zentrum des Hatlerdorfs ist etwa zweihundert Meter westlich des heutigen Standorts der Hatler Pfarrkirche gelegen. Um den Hatler Brunnen, der nach wie vor das Zentrum eines gepflasterten Platzes darstellt, gruppieren sich die alten geschindelten Rheintalhäuser, die den historischen Ortskern des Hatlerdorfs ausmachen. An dieser Stelle befand sich bis zum Anfang des 20. Jahrhunderts auch ein eigener Gendarmerieposten und eine Grünfläche markiert noch heute die Stelle, an der die erste Kapelle im Hatlerdorf errichtet wurde.
Im Sommer 1992 wurde die Revitalisierung des alten Hatler Ortskerns abgeschlossen und damit dieser historische Ortskern abseits der heutigen Hauptstraße aufgewertet. Das ursprüngliche Hatler Ortszentrum umfasst heute etwa den Bereich zwischen Raiffeisenstraße und Arlbergstraße (L 190).
Mittelfeld 
Das Mittelfeld bezeichnete ursprünglich den mittleren Teil des oberen Hatler Felds. In diesem Gebiet, das sich östlich der heutigen Arlbergstraße erstreckt und etwa auch die Gegend der heutigen Pfarrkirche St. Leopold und des Hatler Friedhofs mit einschließt, wurde im Jahr 1822 die gemeinsame Schule des Bezirks errichtet. Diese besteht heute noch unter dem Namen Volksschule Mittelfeld und ist eine von drei Volksschulen im Bezirk Hatlerdorf. Um das Schulgebäude herum an der Mittelfeld- und Mühlebacherstraße gruppieren sich einige alte Bauernhäuser, während der Ortsteil ansonsten von klassischen Einfamilienwohnhäusern geprägt wird.
Mühlebach 
Mühlebach stellt eine Ausnahme unter den Hatler Ortskernen dar, weil die Mühlebacher immer schon eine relativ große Eigenständigkeit innerhalb des Hatlerdorfs hatten. So wurde in Mühlebach etwa im 18. Jahrhundert eine eigene Schule eröffnet und der Ort verfügt über eine Kapelle im Ortszentrum. Geografisch liegt Mühlebach leicht erhöht am flach ansteigenden Hang des Brentenkopfs am Fuße des Karrens.
Zu Mühlebach gehört etwa auch die darüber gelegene Siedlung am Bürgle, wobei beiden Orten nachgesagt wird, dass in ihrer Umgebung ursprünglich eine (vermutlich Sigbergische) Burg gelegen sei. Historische Nachweise für die Existenz einer solchen Burg im Mühlebach oder am Bürgle wurden bislang allerdings keine erbracht. 1318 wurde der Name Mühlebach erstmals urkundlich erwähnt, es ist daher davon auszugehen, dass bereits zu dieser Zeit das Wasser des Bachs zum Betrieb von Wassermühlen genutzt wurde.
Achmühle 
Der Ortsteil Achmühle wird seit der Viertelteilung 1828 generell in Vorder- und Hinterachmühle unterteilt und umfasst den nordöstlichen Teil des Hatler Siedlungsgebiets direkt am Ufer der Dornbirner Ach. Während sich die Hinterachmühle auf der südlichen – also Hatler – Seite des Flusses befindet, bezeichnet die Vorderachmühle das Gebiet auf Oberdorfer Seite der Ach. Die Hintere Achmühlerstraße erstreckt sich von der so genannten Kronen Kreuzung beim Dornbirner Stadtspital südöstlich entlang der Dornbirner Ach bis zur Danners Brücke beim namensgebenden Gasthaus Danner.
Wallenmahd 
Das Wallenmahd ist ein verhältnismäßig junger Ortsteil und liegt im äußersten Süden des Dornbirner Siedlungsgebiets an der Grenze zur Stadt Hohenems.

## Geschichte

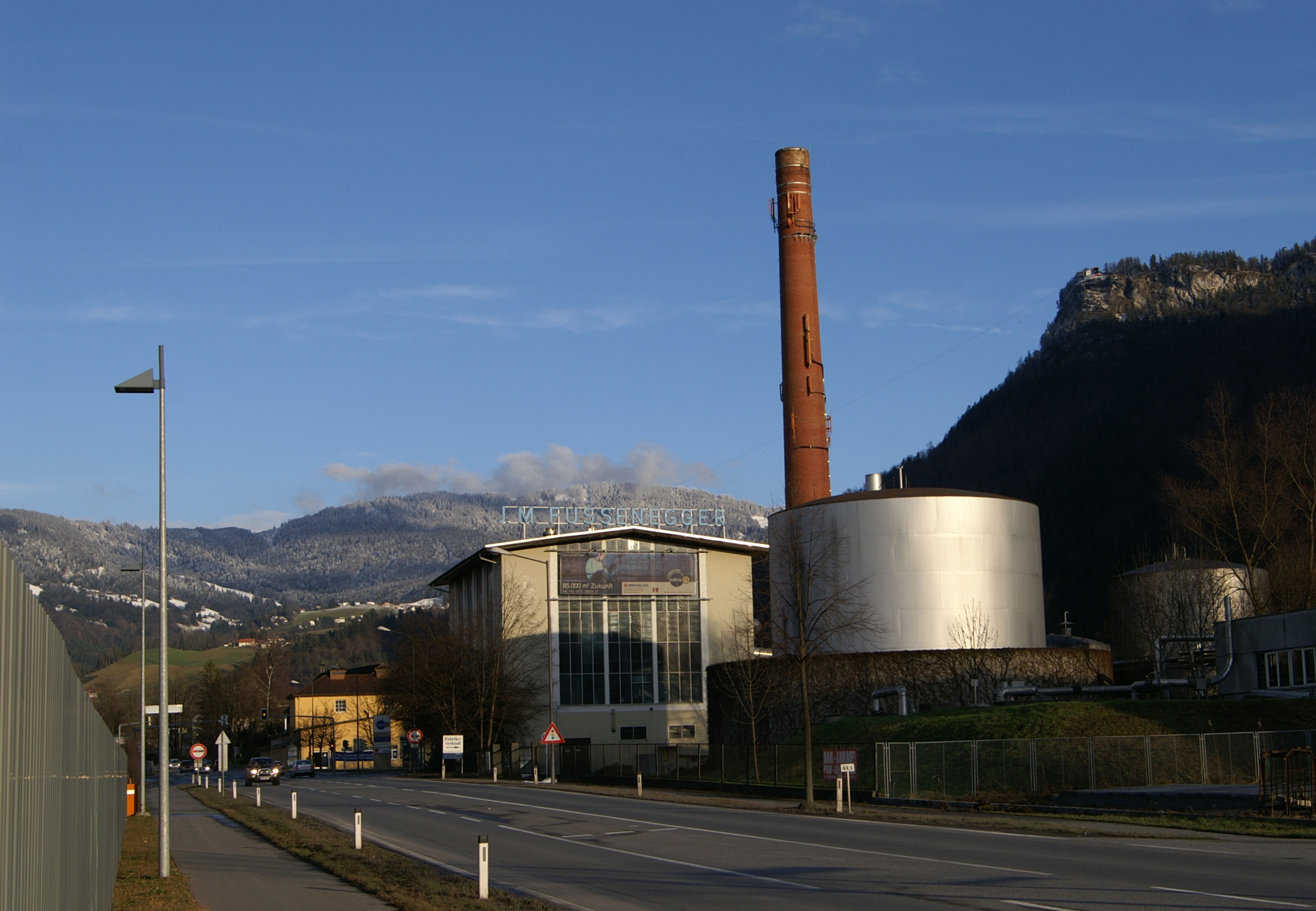
Areal eines Wirtschaftsparks im Wallenmahd

Aus dem Hatlerdorf stammen die ältesten archäologischen Hinweise auf eine Besiedlung im Gebiet der heutigen Stadt Dornbirn. Das Gebiet wurde wahrscheinlich zwischen 550 und 650 erstmals von den Alemannen besiedelt, worauf ein alemannischer Grabfund im Bereich der heutigen Mittelfeldstraße hinweist. Vermutungen, dass dieses Grab zu einem Gräberfeld gehört, konnten zwar bislang noch nicht belegt werden, wären aber Historikern zufolge wahrscheinlich und würden auf eine dauerhafte Besiedlung hinweisen.
Das 1431 unter der Regentschaft des Habsburgers Friedrich IV. verfasste Lehensteuerverzeichnis kennt die spätere Einteilung in Viertel noch nicht. Diese taucht erstmals Anfang des 16. Jahrhunderts im Rahmen der Zuweisung von Weidegründen im Ried auf. Dabei wurden zunächst vier Viertel unter der Bezeichnung (Nieder-)Dorfer, Hatler, Oberdorfer und Stiglinger Viertel erwähnt. Aus dem Niederdorfer oder Kirchdorfer Viertel, das verkürzt als „Dorfer Viertel“ bezeichnet wurde, wurde im Zuge einer Reform am 27. Dezember 1827 der spätere Bezirk Markt. Zeitgleich wurden die Bezirke Hatlerdorf, Oberdorf und Haselstauden (das ehemalige Stiglinger Viertel) gebildet und den Expositurgrenzen ihrer Pfarrgemeinden angeglichen.
Erst im Jahr 1902 – ein Jahr nach der Stadterhebung Dornbirns – wurden Niederdorf (heute Markt), Hatlerdorf, Oberdorf und Haselstauden offiziell zu den vier Bezirken der jungen Stadt erklärt. Lange Zeit war das Hatlerdorf der bevölkerungsreichste Dornbirner Bezirk, Mitte des 20. Jahrhunderts übernahm der zentrale Bezirk Markt jedoch diese Rolle. 1994 wurden die Neubaugebiete im Nordwesten des Bezirkes von diesem abgetrennt und zum neuen 6. Bezirk Schoren erklärt.

## Wirtschaft und Infrastruktur

### Wirtschaft
Der Bezirk galt lange Zeit als landwirtschaftlich geprägt. Trotz relativ hoher Einwohnerzahlen und einer damit verbundenen städtischen Entwicklung konnten sich bis heute noch verhältnismäßig viele Landwirtschaftsbetriebe im Hatlerdorf halten. Während der in Vorarlberg insgesamt und in Dornbirn insbesondere Mitte des 19. Jahrhunderts einsetzenden (Spät-)Industrialisierung siedelten sich jedoch auch große Dornbirner Textilunternehmen am südlichen Rande des Bezirks (im Wesentlichen im Ortsteil Wallenmahd) an. Heute finden sich im Hatlerdorf Betriebsniederlassungen zahlreicher größerer Unternehmen, wie etwa die Zumtobel Group AG, die Vorarlberg-Zentrale von Spar, der Beschlägehersteller Blum, der Backwarenproduzent Ölz, das Textilunternehmen J. M. Fußenegger oder das EHG-Stahlzentrum.
Im Bezirkszentrum gibt es Zweigstellen mehrerer Banken (Dornbirner Sparkasse, Raiffeisenbank Dornbirn (bis Ende des 20. Jahrhunderts eigenständige Raiffeisenbank Hatlerdorf) sowie Volksbank), eine Apotheke sowie eine Filiale des Lebensmittelhändlers Spar. Entlang der Hauptverkehrsader, der L 190, befindet sich im Ortsteil Wallenmahd zudem noch eine Hofer-Filiale. Der Ortsteil Mühlebach wird durch einen eigenen kleinen Nahversorger abgedeckt. Das Krankenhaus der Stadt Dornbirn sowie das Pflegeheim Lustenauerstraße sind ebenfalls im Bezirk angesiedelt.

### Bildung
Das Hatlerdorf weist eine hohe Schuldichte auf. So befinden sich im Bezirk insgesamt drei Volksschulen (VS Mittelfeld, VS Leopoldstraße und VS Wallenmahd) mit 416 Schülern im Schuljahr 2013/14. Zwei der insgesamt fünf Dornbirner Mittelschulen (MS Baumgarten und MS Lustenauerstraße) sind ebenfalls im Hatlerdorf gelegen und wurden im Schuljahr 2013/14 von 393 Schülern besucht. Außerdem befindet sich in baulicher Verbindung mit den beiden Mittelschulen auch die einzige Polytechnische Schule des Verwaltungsbezirks Dornbirn, die im Schuljahr 2013/14 von 237 Schülern besucht wurde. Daneben werden von der Stadt Dornbirn vier Kindergärten (KG Leopoldstraße, KG Mittelfeld, KG Niederbahn und KG Wallenmahd) im Bezirk betrieben, in denen im Kindergartenjahr 2013/14 insgesamt 234 Kinder betreut wurden.

### Verkehr
Die Vorarlberger Straße (L 190) führt quer durch den Bezirk und stellt daher auch die Hauptverkehrsader im Individualverkehr dar. Kurz vor der Bezirksgrenze zum 1. Bezirk zweigt davon die Lustenauer Straße (L 204) ab. Die Rheintal/Walgau Autobahn führt durch das Bezirksgebiet, allerdings bis Februar 2022 ohne eine eigenen Ausfahrt. Als Anschluss für das Hatlerdorf dienten bis dahin die Ausfahrten 18 – Dornbirn Süd (im Bezirk Schoren) und 23 – Hohenems. Im Bereich der heutigen Unterführung der L 45 Schmitternstraße unter der Rheintal/Walgau Autobahn entstand unter dem Projektnamen „Rheintal Mitte“ ein neuer Autobahnanschluss, der in Verbindung mit dem Ausbau der L 45 insbesondere die Betriebsgebiete im Wallenmahd an das höchstrangige Straßennetz anbinden soll. Mit dem Bau wurde 2019 begonnen. Zusätzlich entstand eine mit der Lastenstraße An der Fuhr eine weitere Verbindung zwischen der neu geschaffenen Ausfahrt 21 – Dornbirn-Süd und der umbenannten Ausfahrt 18 – Dornbirn West (vormals Dornbirn Süd). Die Baukosten sollten sich auf etwa 33 Millionen Euro belaufen, die Fertigstellung erfolgte im Frühjahr 2022. Offiziell für den Verkehr freigegeben wurde die Strecke am 25. Februar 2022.
Seit der Eröffnung der Bahnstrecke Lindau–Bludenz im Jahr 1872 verfügt das Hatlerdorf über eine Haltestelle an dieser, die von Regionalzügen und Zügen der S-Bahn Vorarlberg tagsüber im Halbstundentakt angefahren wird. Auch im Netz des Stadtbus Dornbirn ist das Hatlerdorf gut angebunden: Busse der Linien 2, 3 und 8 verkehren regelmäßig auf unterschiedlichen Streckenführungen durch den Bezirk. Daneben fahren auf den Hauptverkehrsrouten, der Vorarlberger und der Lustenauer Straße, auch öffentliche Linienbusse des Landbus Unterland durch das Hatlerdorf, die mehrere Haltestellen im Bezirk haben und diesen sowohl mit dem Stadtzentrum als auch mit den Nachbargemeinden verbinden.

### Kultur und Bauten
Stadtpfarrkirche Hl. Leopold
Von 1860 bis 1866 wurde in Hatlerdorf diese neuromanische Kirche nach Plänen des bayerischen Hofbauinspektors Eduard von Riedel erbaut. 1977 erfolgte eine Außenrestaurierung.

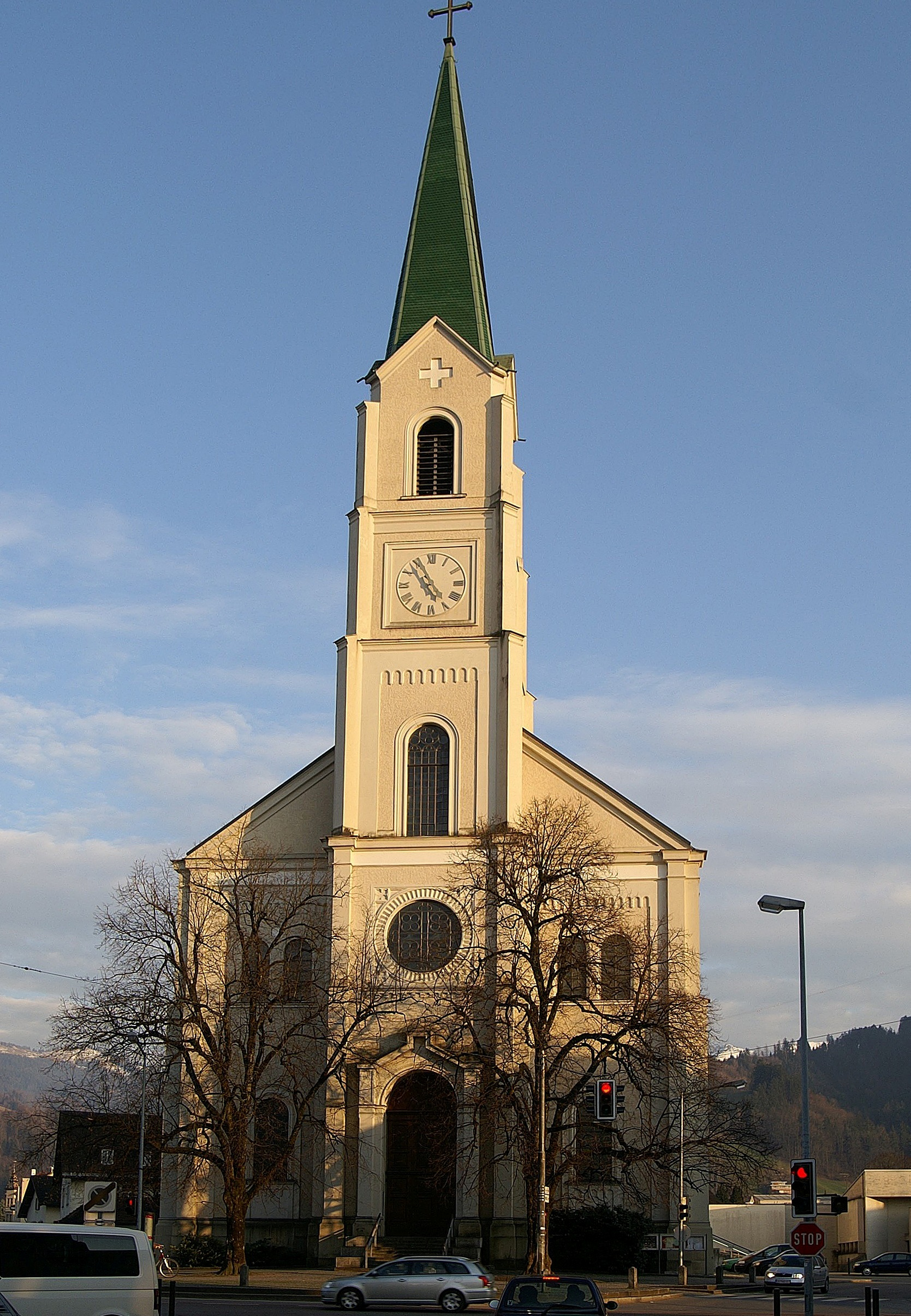
Außenansicht der Pfarrkirche St. Leopold
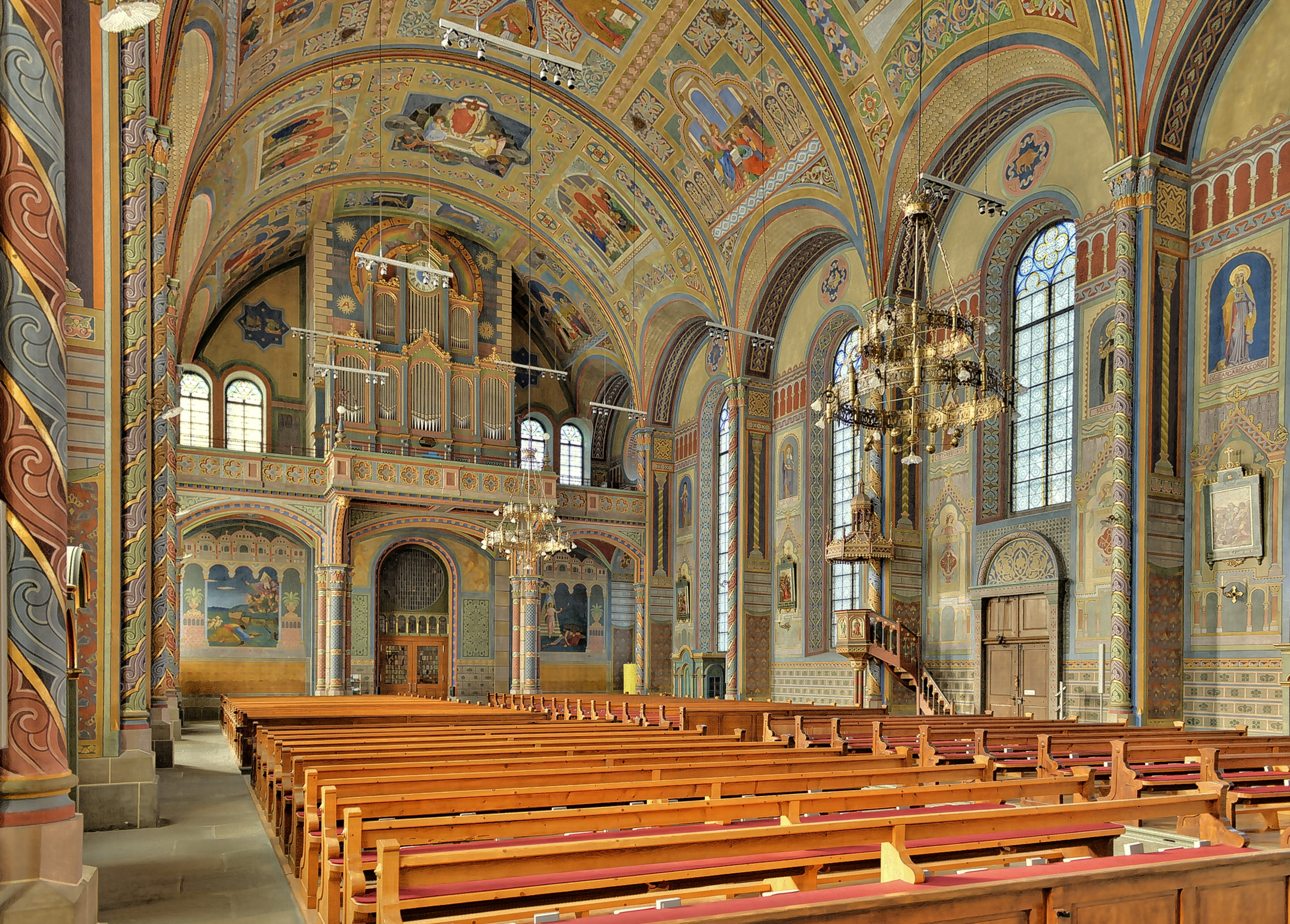
Innenansicht mit der Orgel
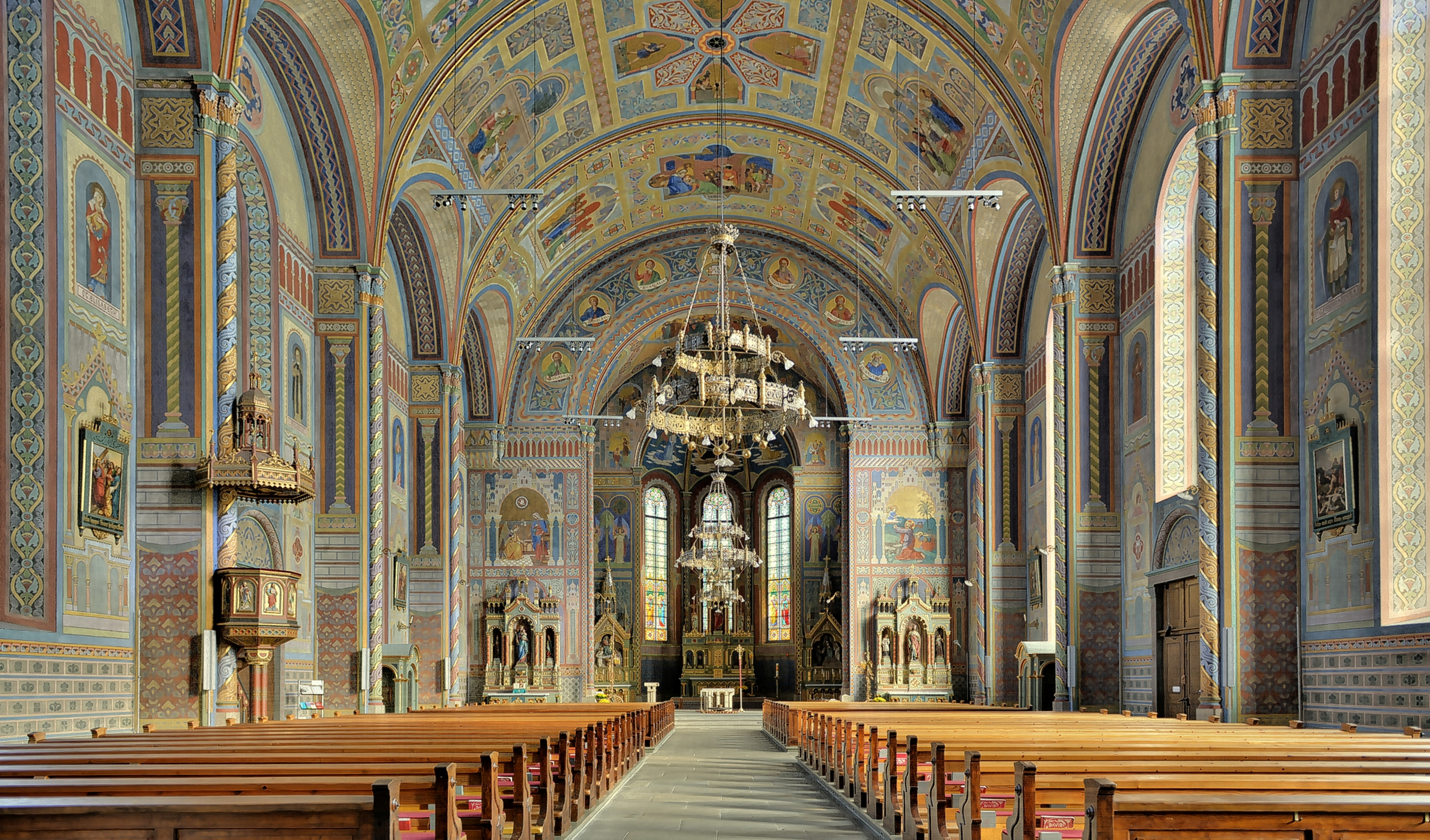
Ansicht vom Eingang aus mit Altar